# John Näslund
John Näslund, född den 20 januari 1916 i Styrnäs, Västernorrlands län, död 16 oktober 1997 i Grängesberg, var en svensk gruvarbetare och fackföreningsman.

## Biografi
Näslund var son till sjömannen, järnarbetaren och sedermera yrkesläraren Johan Näslund. Han var anställd vid Bolidens Gruv AB 1930-55 och var därefter ombudsman för Svenska Gruvindustriarbetareförbundet i Grängesberg 1955-56. Åren 1966-70 arbetade han för Sveriges socialdemokratiska arbetareparti (SAP) i Stockholm innan fick uppdraget som förbundsordförande för gruvarbetarna 1970-79.